# Једна си једина
Једна си једина је химна Републике Босне и Херцеговине.
Текст је написао Дино Мерлин, док је музика преузета из старе босанске севдалинке С оне стране Пливе.

## Текст

### Прва верзија
| Zemljo tisućljetna Na vjernost ti se kunem Od mora do Save Od Drine do Une Jedna si, jedina Moja domovina Jedna si, jedina Bosna i Hercegovina Bog nek’ te sačuva Za pokoljenja nova Zemljo mojih snova Mojih pradjedova Jedna si, jedina Moja domovina Jedna si, jedina Bosna i Hercegovina Teško onoj ruci Koja ti zaprijeti Sinovi i kćeri Za te će umrijeti Jedna si, jedina Moja domovina Jedna si, jedina Bosna i Hercegovina | Земљо хиљадуљетна На вјерност ти се кунем Од мора до Саве Од Дрине до Уне Једна си, једина Моја домовина Једна си, једина Босна и Херцеговина Бог нек’ те сачува За покољења нова Земљо мојих снова Мојих прадједова Једна си, једина Моја домовина Једна си, једина Босна и Херцеговина Тешко оној руци Која ти запријети Синови и кћери За те ће умријети Једна си, једина Моја домовина Једна си, једина Босна и Херцеговина |

### Друга верзија
| Preko tamnih gora Od Save do mora Na vjernost ti se kunem Od Drine do Une Jedna si, jedina Naša domovina Jedna si, jedina Bosna i Hercegovina Teško onoj ruci Koja ti zaprijeti Sinovi i kćeri Za te će umrijeti Jedna si, jedina Naša domovina Jedna si, jedina Bosna i Hercegovina Bog nek’ te sačuva Za pokoljenja nova Zemljo krvi naše Naših pradjedova Jedna si, jedina Naša domovina Jedna si, jedina Bosna i Hercegovina | Преко тамних гора Од Саве до мора На вјерност ти се кунем Од Дрине до Уне Једна си, једина Наша домовина Једна си, једина Босна и Херцеговина Тешко оној руци Која ти запријети Синови и кћери За те ће умријети Једна си, једина Наша домовина Једна си, једина Босна и Херцеговина Бог нек’ те сачува За покољења нова Земљо крви наше Наших прадједова Једна си, једина Наша домовина Једна си, једина Босна и Херцеговина |